# Velden
Velden é um município da Alemanha, no distrito de Landshut, na região administrativa de Niederbayern , estado de Baviera.